# Piz Lunghin
Il Piz Lunghin (talvolta detto Pizzo Lunghin) è una montagna delle Alpi; la sua altezza è di 2.780 metri s.l.m..

## Descrizione
Si trova nel Canton Grigioni in Svizzera; la sua particolarità è quella di essere situato presso il Passo Lunghin, punto comune a tre spartiacque. Infatti, a seconda del pendio sul quale cadono, le piogge finiscono con lo sfociare nel Mar Mediterraneo, nel Mare del Nord o nel Mar Nero secondo le seguenti direzioni:
- verso nord / Giulia - Albula - Reno Posteriore - Reno - Mare del Nord - Oceano Atlantico;
- verso sud / Maira/Mera - Lago di Como - Adda - Po - Mar Adriatico - Mar Mediterraneo;
- verso est / Inn - Danubio - Mar Nero.

Un altro punto in cui si incontrano tre spartiacque (Po/Rodano, Po/Reno, Rodano/Reno) è il Witenwasserenstock. Il Piz Lunghin è una delle mete scialpinistiche più frequentate dell'Alta Engadina. Ai piedi del monte vi sono il passo Lunghin e il Lago Lunghin, quest'ultimo considerato la sorgente del fiume Inn.

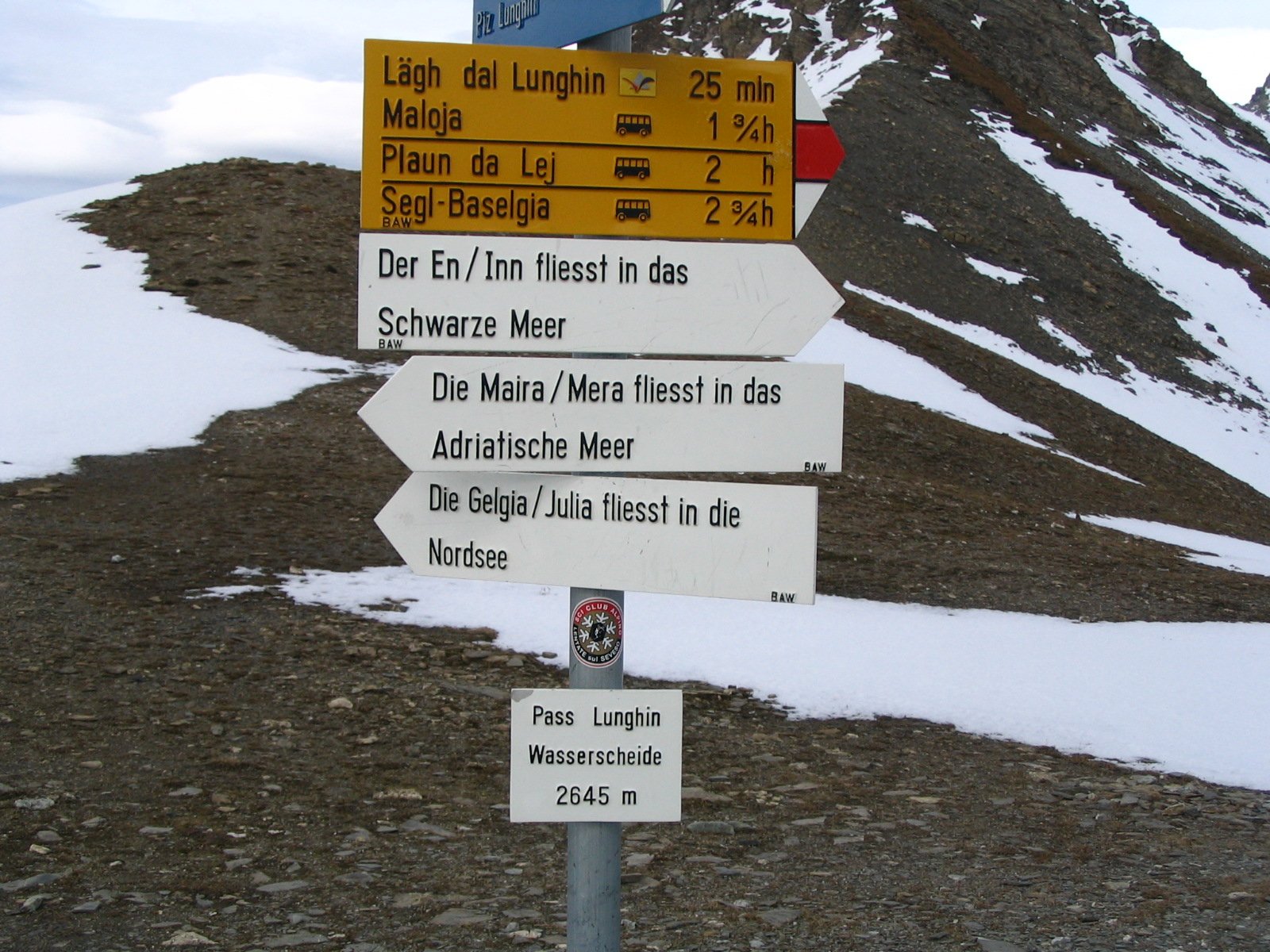
Il cartello nei pressi della montagna che indica la direzione che prendono le acque verso i tre distinti bacini idrografici del Mediterraneo, Mare del Nord e Mar Nero.